# Generator Rex
Generator Rex est une série télévisée d'animation américaine en 60 épisodes de 23 minutes créée par l'équipe de scénaristes Man of Action, et diffusée entre le 23 avril 2010 et le 3 janvier 2013 sur Cartoon Network. La série est inspirée de M. Rex, un comic publié par Image Comics en 1999.

## Synopsis
Cinq ans avant le début de la série, une explosion massive libéra une quantité démesurée de nanites, mystérieux nanorobots, dans l’atmosphère, infectant progressivement la totalité des êtres vivants sur la planète. Ces nanites peuvent s'activer au hasard à l'intérieur du corps de leurs hôtes, transformant ces derniers en monstres référés sous le nom de E.V.O. Bien que certains EVO conservent leur intelligence, la majorité perdent tout contrôle et se changent en monstres ravageurs, causant d'immenses dégâts et mettant des vies en danger. Afin de lutter contre cette menace, une organisation du nom de Providence a été fondée.

La série suit les aventures de Rex, un EVO amnésique de quinze ans travaillant pour Providence. Contrairement à la majorité des EVO, Rex ne possède aucune déformation physique et contrôle parfaitement ses nanites, lui permettant de produire divers armes et équipements bio-mécaniques depuis son propre corps. Plus important, il possède aussi la faculté de désactiver les nanites à l'intérieur du corps des autres EVO, les soignant ainsi de leur mutation.

## Personnages

### Providence
- Rex Salazar (VF : Gauthier de Fauconval) : le héros de la série. Un jeune Evos amnésique de 15 ans, Rex possède la faculté de contrôler parfaitement les nanorobots qu'il contient. Cela lui permet entre autres de contrôler les machines, de former une large variété d'armes et équipements biomécaniques depuis son corps et de désactiver les nanites des autres Evos afin de les soigner. Au début de la série, le stress peut gêner ses pouvoirs et le faire occasionnellement perdre ses pouvoirs, mais ce problème disparait alors que la série avance. Rex est prétentieux, immature, tête brûlée et doté d'un très fort sens de l'humour, mais animé avant tout par de bonnes intentions. Il est considéré par Providence comme leur arme secrète par excellence.

- Agent Six (VF : Franck Dacquin) : un ancien mercenaire-tueur (son matricule correspond à son niveau de dangerosité : il est le sixième homme le plus dangereux du monde devenu Agent de Providence), qui sert de gardien à Rex. En contraste direct avec Rex, Six est austère, sérieux et exprime rarement ses émotions. Il agit de façon froide mécanique dans sa première apparition, mais s'humanise au fur et à mesure de la série. C'est aussi un excellent combattant, utilisant généralement une paire de katanas renforcés au champ magnétique.

- Bobo Haha (VF : Michelangelo Marchese) : un Evo chimpanzé à qui les nanites ont donné une intelligence et un langage humain. Bobo sert de camarade de jeu et d'assistant à Rex, se battant généralement au moyen d'une paire de pistolets laser. Il est réputé pour son attitude paresseuse et sournoise, se plaisant souvent à jouer des tours à tout le monde ou à tricher au cartes avec les soldats de Providence.

- Dr Rebecca Holiday : la directrice du département scientifique de Providence. Scientifique brillante, idéaliste et jolie, elle est l'une des rares personnes à Providence qui considère Rex comme plus qu'une machine.

- Noah Nixon : le meilleur ami de Rex. Initialement engagé par White Knight pour calmer l'indiscipline de Rex en lui donnant une apparente liberté. Par la suite toutefois, tous deux développent une véritable amitié, qui se poursuit même après que la vérité ait été révélée à Rex.

- César Salazar (VF : Pablo Hertsens) : C'est le frère de Rex. Il apparaît dans la saison 2.

- White Knight (VF : Martin Spinhayer) : le dirigeant de Providence. À la suite d'un accident dans une chambre de dissection, White Knight a été purifié de tout nanite (le procédé a également blanchi ses cheveux), faisant de lui la seule personne incapable de devenir un Evo et en conséquence la seule adaptée à diriger l'organisation. Pour maintenir sa pureté, White reste enfermé en permanence dans un bureau stérilisé en ne s'alimentant qu'au moyen de lait et produits purifiés de nanites au moyen d'un puissant électro-aimant, et ne sort qu'en de rares occasions équipé d'une combinaison de protection. Paranoïaque, violemment opposé aux Evos et prêt à sacrifier des vies pour sa cause, il traite Rex comme une arme utilisée par nécessité et ne lui fait pas confiance, mais, à l'instar de Six, il semble graduellement l'accepter et le respecter au fur et à mesure que la série progresse.

### La meute
- Van Kleiss : un mystérieux Evo au passé apparemment connecté à l'incident des Nanites, qui agit comme le pire ennemi de Rex et le principal méchant de la série. Souverain du Royaume d'Abysse et scientifique brillant, Van Kleiss possède un corps à l'apparence presque parfaitement humaine, mais instable, le contraignant à s'alimenter fréquemment de nanites au moyen d'un gantelet sur sa main gauche pour survivre. Les Evos, dont il absorbe les nanites, sont transformés en statues. Van Kleiss pense que les pouvoirs des Evos sont un don, et par conséquent s'oppose à Providence ainsi qu'à l'ensemble des humains ordinaires. Il possède le pouvoir de contrôler la totalité de l'environnement d'Abysse, les lieux étant entièrement infestés de nanites sous son contrôle. Toutefois, cela implique qu'il ne peut quitter son royaume sans emmener une partie de ces nanites avec lui.

- La Meute : un groupe d'Evos rassemblés par Van Kleiss et lui servant de subordonnés. Le Pack se constitue majoritaire d'Evos incurables, qui ont été repoussés par le monde extérieur et se sont joints à Van Kleiss dans la promesse d'y trouver un foyer une famille. Bien que Van Kleiss se présente à eux comme une figure paternelle, il n'a absolument aucun scrupule à les manipuler et les utiliser comme des outils.
  - Biowolf : le bras droit de Van Kleiss et le chef du Pack lorsque Van Kleiss n'est pas en mesure de se déplacer. Biowulf ressemble physiquement à une sorte de loup-garou cyborg avec de larges griffes et des capacités physiques surhumaines. Il est fanatiquement dévoué à Van Kleiss, se référant à lui comme son "maitre", et n'hésite pas à risquer sa vie pour le protéger.
  - Skalamandre : un lézard géant obèse et difforme doté de la capacité de projeter des cristaux depuis son bras droit. Agit usuellement comme le muscle du groupe. Jusqu'à présent, il est le membre le moins développé du Pack.
  - Breach (VF : Dominique Wagner) : une jeune fille à la santé mentale discutable, vêtue à la façon d'une écolière avec les cheveux dissimulant son visage et une paire de bras surdimensionnés en plus de ses bras ordinaires. Breach possède le pouvoir de générer des portails dans une autre dimensions qu'elle peut connecter de façon à téléporter des objets (y compris elle-même) dans les endroits qu'elle souhaite. Elle fonctionne comme le moyen de transport régulièrement utilisé par Van Kleis et le Pack, intervenant fréquemment pour permettre à tous de s'échapper en cas d'attaque. Secrètement, elle éprouve une sorte d'attirance pour Rex.
  - Circé : une Evo à l’apparence parfaitement humaine, à l'exception d'une seconde bouche interne qui lui permet, lorsqu'elle la sort, de générer de puissantes attaques soniques et d'attirer les autres Evos. Circe a rejoint la meute dans l'espoir d'y trouver un refuge, mais finit par quitter le groupe après avoir réalisé que Van Kleiss ne se souciait pas d'eux. Elle et Rex partagent des sentiments réciproques.

## Jeux vidéo
Generator Rex: Agent of Providence est sorti en 2011 sur PlayStation 3, Xbox 360, Wii, Nintendo 3DS et Nintendo DS. Il a reçu la note de 7/20 sur Jeuxvideo.com pour la version Wii et de 5/20 pour les versions Nintendo 3DS et DS.
Generator Rex: Enemy Alliance est sorti en 2012 sur iOS.